# Busted！明星來解謎 (第三季)
為Netflix於2021年制播的韓國綜藝節目，由曾拍攝過《X-Man》、《家族誕生》和《Running Man》等節目的張赫宰PD、趙孝鎮PD、金柱亨PD等人共同製作，而由劉在錫、李光洙、金鍾旼、李昇基、朴敏英、吳世勳和金世正等人出演，節目以推理來尋找犯人為主軸。節目於2020年4月開始拍攝，並於6月初完成拍攝。節目於2021年1月22日播出。
本季為《犯人就是你》系列中最後一季。

## 節目進行方式
- 偵探團們各集解開謎題並完成任務，過程中遇到的各種狀況與細節均需成功解開，方得開啟最後劇情。
- 每集任務都與最後劇情有關連。
- 解決最後劇情後，即可獲勝。

## 主要角色

### 偵探團成員
| 偵探姓名 | 生日          | 描述                                                                                               |
| 劉在錫   | 1972年8月14日 | 社區偵探，有時會靈光乍現，專長為分配任務。                                                         |
| 金鍾旼   | 1979年9月24日 | 平時是差役中心（派遣中心／人力公司）員工，所有跑腿的事情都做，但十分笨拙；常靠運氣解決難題。       |
| 李光洙   | 1985年7月14日 | 前無業遊民，酒品差，闖禍精；比起推理更擅長背叛。                                                   |
| 朴敏英   | 1986年3月4日  | 平時是旅遊、推理愛好者，擅長英語與觀察，而且非常聰明，推理的時候非常的冷靜，又被稱為「美女偵探」。 |
| 吳世勳   | 1994年4月12日 | 編舞家出身，冷靜、好勝心強；比起推理更執著於勝負。                                                 |
| 金世正   | 1996年8月28日 | 平時是學生，經常展露可愛又細心的一面；食慾大過於推理。                                             |

### 花之殺人魔
| 姓名   | 生日          | 描述                                                                            |
| 李昇基 | 1987年1月13日 | 曾是偵探團的偵探。 在第一集開頭車禍造成選擇性失憶，遺忘自己是花之殺人魔的身分。 |

## 各集內容
| 集數 | 主題內容               | 來賓（角色） | 節目長度 | 被害人                              | 嫌疑人                      | 結果                                    |
| ---- | ---------------------- | --- | -------- | ----------------------------------- | --------------------------- | --------------------------------------- |
| 1    | 分租屋的小菜怪盜       | Suho（委託人） 林秀香（工讀生） 趙炳圭（學生） 韓寶凜（人氣主播） 金京鎮（無業房客） | 68分鐘   | 金京鎮                              |                             | 結果 任務成功 兇手：趙炳圭              |
| 2    | 重逢的偵探團：兩樁案件 | 未知（委託人） 高圭弼（組長） 黃寶羅（法醫） 朱惠智（留言者） 權宰寬 太恆浩（太恆表） 鄭石勇（驗屍官） 白書怡                                                                                                  | 66分鐘   | 金京鎮 朴修映 金勝民（賭客） 白書怡 |                             | 結果 任務成功 兇手：鄭石勇              |
| 3    | 消失的屍體             | 黃寶羅（法醫） 高圭弼（組長） 金基鬥（幫派老大） 李龍女（巫女） 尹柱滿（教主） | 68分鐘   |                                     | 金基鬥 尹柱滿               | 結果 任務成功 兇手：尹柱滿              |
| 4    | 南旭君與仙女           | 劉孝正（管家） 路雲（南旭君） 南善中（爺爺） 金寶羅（仙女候選人） 金惠奫（仙女候選人） 表藝珍（仙女候選人） 太恆浩（太恆表）                                                                                   | 71分鐘   | 南善中                              |                             | 結果 任務失敗 兇手：金惠奫 仙女：表藝珍 |
| 5    | 人質：現場直播         | 金日中（新聞主播） 朴孝珠（社會部記者） 廉東憲（檢察官） 劉在弼（事務官） Greg 太恆浩（太恆表） | 70分鐘   |                                     |                             | 結果 任務成功 綁架犯：朴孝珠            |
| 6    | 我剛才死了             | 高圭弼（組長） 吳萬石（同學） 姜洪碩（同學） 金康鉉（同學） 金山浩（同學） 黃寶羅（法醫） 李秀智（村民） | 69分鐘   | 金瑞河                              | 吳萬石 姜洪碩 金康鉉 金山浩 | 結果 任務成功 兇手：無直接兇手          |
| 7    | 鬼的委託：冒充偵探事件 | 宋智孝（討債人） 安素美（委託人） 安普賢（冒充偵探團成員） 曹世鎬（冒充偵探團成員） 黃光熙（冒充偵探團成員） 柳炳宰（冒充偵探團成員） 金元植（冒充偵探團成員） 河成雲（冒充偵探團成員） 勝熙（冒充偵探團成員） | 68分鐘   | 劉太旭                              |                             | 結果 兇手：安普賢                       |
| 8    | 命運的天秤             | 安普賢（活貧黨隨從） 林秀香（活貧黨黨主） 金惠奫（活貧黨成員） 太恆浩（太恆表） | 82分鐘   |                                     | 朴敏英 林秀香               | 結果 黨主：林秀香                       |

## 外部連結
- 在Netflix上觀看《明星来解谜 (第三季)》
- 明星来解谜 (第三季)的Instagram帳戶
- Daum上《明星来解谜 (第三季)》的資料